# Angélique-Victoire de Durfort-Civrac
Pour les autres membres de la famille, voir Maison de Durfort.
Angélique-Victoire de Durfort-Civrac (2 décembre 1752 - 14 novembre 1816), comtesse de Chastellux, est une aristocrate française. Elle est la dame d'honneur de Madame Victoire, fille du roi Louis XV, de 1786 à 1799. 

## Biographie
Elle est la fille du diplomate Aimeric Joseph de Durfort-Civrac, duc de Civrac, et d'Anne-Marie de La Faurie de Monbadan (1720-1786). Elle est la sœur de Jean-Laurent de Durfort-Civrac (1746-1826), de la marquise de Donnissan (1747-1839), mère de la mémorialiste Victoire de Donnissan de La Rochejaquelein, et de la marquise de Lescure, mère de Louis de Salgues de Lescure. 
Sa mère est une dame surnuméraire des princesses Victoire, Sophie et Louise de 1751 à 1756, leurs dame d'atours à partir de 1756 et en 1775 dame d'honneur de Victoire de France. Elle est la confidente et la favorite de la princesse Victoire, qui est la marraine d'Angélique-Victoire.  
La jeune fille est élevée et éduquée à la célèbre Maison royale de Saint-Louis. En 1773, elle se marie à Saint-Cyr avec le comte Henri Georges César de Chastellux. Elle est la mère de deux fils, César Laurent de Chastellux et Henri-Louis de Chastellux, et de trois filles : Louise-Pauline (1781-1857), qui épouse Joseph Élisabeth Roger de Damas d'Antigny, Gabrielle-Joséphine (1783-1820), épouse de Jean-Baptiste de Percin de Montgaillard, et Victoire-Georgine (1790-1871), épouse de Charles Angélique François Huchet de La Bédoyère. 
Après son mariage, elle est nommée dame pour accompagner la princesse Victoire. Après la mort de sa mère en 1786, elle lui succède comme dame d'honneur de cette princesse, tandis que son mari devient son chevalier d'honneur. Avec ses nouvelles fonctions à la cour, elle s'attend à être créée duchesse et envisage de démissionner lorsqu'elle apprend qu'il n'en sera rien. Cependant, en raison des supplications de Victoire et de sa sœur aînée, la princesse Adélaïde, elle accepte de rester.
En février 1791, elle appartient avec son mari et ses enfants à la suite qui accompagne Victoire et Adélaïde à Rome. Pendant leur séjour à Rome de 1791 à 1796, la cour des Mesdames est divisée en deux factions rivales, l'une dirigée par la cheffe de file de la maison de Madame Victoire, Angélique-Victoire, et l'autre par son homologue à la cour de Madame Adélaïde, Françoise de Chalus ; on les appelle donc la « faction Narbonne » et la « faction Chastellux. »
Elle revient à Paris en 1811 où elle meurt en 1816, à 63 ans.

## Sources
- Casimir Stryenski, Les filles de Louis XV (1912)
- Welvert Eugene, Autour d'une dame d'honneur